# Ceratophyllus rusticus
Ceratophyllus rusticus är en loppart som beskrevs av Wagner 1903. Ceratophyllus rusticus ingår i släktet Ceratophyllus och familjen fågelloppor. Inga underarter finns listade i Catalogue of Life.